# Peter Whitehead (réalisateur)
Pour les articles homonymes, voir Whitehead.
Peter Lorrimer Whitehead, né le 8 janvier 1937 à Liverpool (Merseyside) et mort le 10 juin 2019 à Londres, est un documentariste, réalisateur et auteur qui a documenté la contre-culture des Swinging Sixties à Londres et à New York,,.

## Biographie
Whitehead a grandi dans des conditions modestes. Bon élève, il reçut des bourses qui lui permirent de suivre une bonne scolarité et d'étudier. De sciences naturelles à Cambridge, il est passé à la Slade School of Fine Art de Londres pour étudier l'art et le cinéma.
Dans ses films, il a documenté la contre-culture de la fin des années 1960 à Londres et à New York. Il a également réalisé des films promotionnels pour des groupes de musique comme Pink Floyd et The Rolling Stones, précurseurs des futurs clips musicaux.
En 1969, Whitehead a quitté le monde du cinéma, s'est installé au Maroc et a commencé à travailler comme fauconnier. Par la suite, il ne réalisa plus que quelques films.
À partir des années 1990, Whitehead a publié plusieurs livres, dont des romans. En 1997, Iain Sinclair, en collaboration avec le cinéaste Chris Petit, le sculpteur Steve Dilworth et d'autres, a réalisé le documentaire semi-fictionnel The Falconer sur Whitehead.
En 2006, Paul Cronin a réalisé un documentaire en deux parties intitulé In the Beginning Was the Image : Conversations With Peter Whitehead.
Whitehead est décédé le 10 juin 2019 à l'âge de 82 ans.

## Filmographie
- 1964 : The Perception of Life
- 1965 : Wholly Communion (en)
- 1966 : Charlie Is My Darling
- 1967 : Tonite Let's All Make Love in London[4]
- 1967 : The Beach Boys in London
- 1967 : Benefit of the Doubt (en)
- 1967 : The Little Bastard Immediate
- 1969 : The Fall
- 1973 : Daddy, coréalisé avec Niki de Saint Phalle
- 1977 : Fire in the Water, avec Nathalie Delon
- 1995 : London '66-'67
- 2009 : Terrorism Considered as One of the Fine Arts

### Clips
- 1965
  - ((I’m Not Sayin’)) (Nico)
- 1966
  - Have You Seen Your Mother, Baby, Standing in the Shadow? : deux versions (The Rolling Stones)
  - Lady Jane (The Rolling Stones)
  - Let’s Spend the Night Together (The Rolling Stones)
- 1967
  - We Love You (The Rolling Stones)
  - Dandelion (The Rolling Stones)
  - Ruby Tuesday (The Rolling Stones)
  - Interstellar Overdrive (Pink Floyd)
  - (If You Think You’re) Groovy (P. P. Arnold & Small Faces)

## Publications
- 1990 : Nora
- 1993 : Hartshead Revisited: A Fiction?
- 1994 : The Risen (roman)
- 1999 : Bronte Gate
- 2007 : Terrorism Considered as One of the Fine Arts (roman)
- 1997 : Baby Doll (Photographies du tournage de Daddy avec Niki de Saint Phalle, 1972)